# Tecnoestrés
El concepto de tecnoestrés está directamente relacionado con los efectos psicosociales negativos del uso de las Tecnologías de la información y la comunicación (TIC). Fue acuñado por primera vez por el psiquiatra estadounidense Craig Brod en 1984 en su libro Technostress: The Human Cost of the Computer Revolution. Lo define como «una enfermedad de adaptación causada por la falta de habilidad para tratar con las nuevas tecnologías del ordenador de manera saludable».
Hace referencia a los problemas de adaptación a las nuevas herramientas y sistemas tecnológicos. Además, se entiende el tecnoestrés como «una enfermedad», causada por una falta de habilidad o incompetencia de los usuarios.
Otras definiciones del tecnoestrés han venido dadas por autores como Michelle Weil y Larry Rosen en su libro Technostress: coping with Technology @ work, @ home and @play publicado en 1997. Ellos lo definen como: «cualquier impacto negativo en las actitudes, los pensamientos, los comportamientos o la fisiología causado directa o indirectamente por la tecnología».
Estos autores señalan que el tecnoestrés es también una enfermedad y que se debe principalmente al creciente estrés que produce la invasión en la vida diaria de teléfonos móviles, correos electrónicos, etc. Con esta definición van un paso más allá y centran el tecnoestrés en el impacto negativo de la tecnología.
Una definición más específica es la que entiende el tecnoestrés como:

Un estado psicológico negativo relacionado con el uso de TIC o amenaza de su uso en un futuro. Ese estado viene condicionado por la percepción de un desajuste entre las demandas y los recursos relacionados con el uso de las TIC que lleva a un alto nivel de activación psicofisiológica no placentera y al desarrollo de actitudes negativas hacia las TIC.

En esta definición queda reflejado que el tecnoestrés es resultado de un proceso perceptivo de desajuste entre demandas y recursos disponibles, y está caracterizado por dos dimensiones centrales: 1) síntomas afectivos o ansiedad relacionada con el alto nivel de activación psicofisiológica del organismo, y 2) el desarrollo de actitudes negativas hacia la TIC. Ahora bien, esta definición está restringida al tipo más conocido de tecnoestrés: la tecnoansiedad.
Algunas manifestaciones del mismo son:
- Necesidad imperiosa de adquirir las últimas novedades tecnológicas que salen al mercado.
- Capacidad de estar manejando varios dispositivos tecnológicos a la vez lo que produce dispersión en la atención que puede llegar a provocar trastornos de concentración y memoria.
- Empobrecimiento palpable del lenguaje tanto escrito como hablado que se traduce en la creación de códigos de palabras sincopadas y jergas particulares.
- Utilización de la tecnología durante gran parte del día evitando el mantenimiento de relaciones personales.

Los jóvenes son los más afectados por ese tipo de adicción que se concreta en el uso de la telefonía móvil e Internet para comunicarse con sus amigos o en la pasión por los videojuegos. Los expertos consideran que la adicción por probar lo último en tecnología puede provocar frustración en caso de no conseguirlo derivando este comportamiento en estados de tristeza o ansiedad.